# CD Motagua
A CD Motagua egy hondurasi labdarúgóklub, melynek székhelye Tegucigalpában található. A klubot 1928-ban alapították és az első osztályban szerepel.
A hondurasi bajnokságot 13 alkalommal nyerte meg, ezzel az Olimpia után a második legeredményesebb klub az országban. 
Hazai mérkőzéseit az Estadio Tiburcio Carías Andinóban játssza. A stadion 35 000 fő befogadására alkalmas. A klub hivatalos színei a kék-fehér.

## Sikerlista
- Hondurasi bajnok (13): 1968–69, 1970–71, 1973–74, 1978–79, 1991–92, 1997–98 A, 1997–98 C, 1999–00 A, 1999–00 C, 2001–02 A, 2006–07 A, 2010–11 C, 2014–15 A
- UNCAF-klubcsapatok kupája harmadik helyezett (1): 2002